# Triteleia striolata
Triteleia striolata är en stekelart som beskrevs av Kononova och Pyotr N.Petrov 2000. Triteleia striolata ingår i släktet Triteleia och familjen Scelionidae. Inga underarter finns listade i Catalogue of Life.